# ريكي فوغي
ريكي فوغي (باليابانية: リッキー・フジ) هو مصارع محترف ياباني، ولد في 27 سبتمبر 1965 في تشيبا في اليابان.

## روابط خارجية
- ريكي فوغي على موقع CageMatch worker (الإنجليزية)
- ريكي فوغي على موقع قاعدة بيانات المصارعة على الإنترنت (الإنجليزية)